# Fiat 3,5 HP
Der Fiat 3,5 HP, manchmal auch 4 HP und 3 1/2 CV genannt, war das erste Modell des italienischen Automobilherstellers Fiat.
Insgesamt wurden von 1899 bis 1900 24 Exemplare gebaut. Der Wagen hatte einen wassergekühlten 679-cm³-Zweizylinder-Heckmotor mit 3,1 kW (4,2 PS) und einem Dreiganggetriebe, der das Fahrzeug auf max. 22 km/h beschleunigte. Der Benzinverbrauch lag bei etwa acht Liter pro 100 Kilometer. Die Karosserien stammten von Marcello Alessio aus Turin. Mindestens vier Exemplare des Fiat 3,5 HP existieren noch heute.

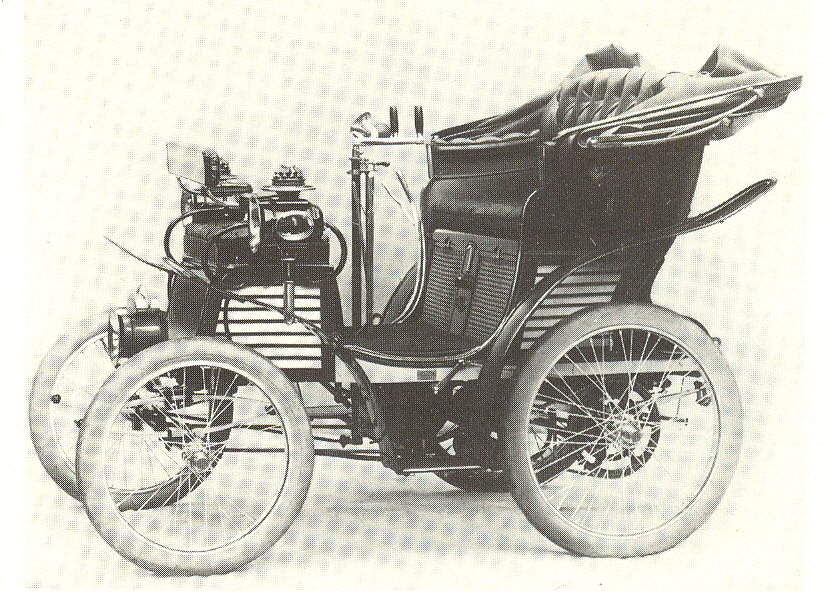
Fiat 3,5 HP von 1899